# Pikrinsyre
Pikrinsyre eller 2,4,6-trinitrophenol (TNP) er et gult krystallinsk organisk stof. Pikrinsyre er en temmelig stærk syre, til trods for at stoffet er et derivat af phenol. Som visse andre højt nitrerede organiske forbindelser, som f.eks. TNT, er pikrinsyre eksplosivt. Grundet stoffets eksplosive natur opbevares det normalt under vand og i egnet beholder – dvs. ikke i en metalbeholder grundet risikoen for dannelsen af metalsalte, der er endnu lettere at detonere.

## Tekniske anvendelser
Pikrinsyre har først og fremmest været brugt som sprængstof, men stoffet har også været anvendt til farvning af bakterier for identifikation og som desinfektionsmiddel. Syren farver uld og silke gult.